# Cavalier Mustang
Le Cavalier Mustang est une version civile modifiée après-guerre du célèbre chasseur américain P-51 Mustang de la Seconde Guerre mondiale.
Bien qu'initialement prévu pour être un avion privé de loisirs à haute vitesse, le Mustang conçu par la Cavalier Aircraft Corporation (en) fut également exporté vers des pays du tiers monde pour y être employé en tant qu'avion de chasse et d'appui aérien rapproché.

## Conception et développement

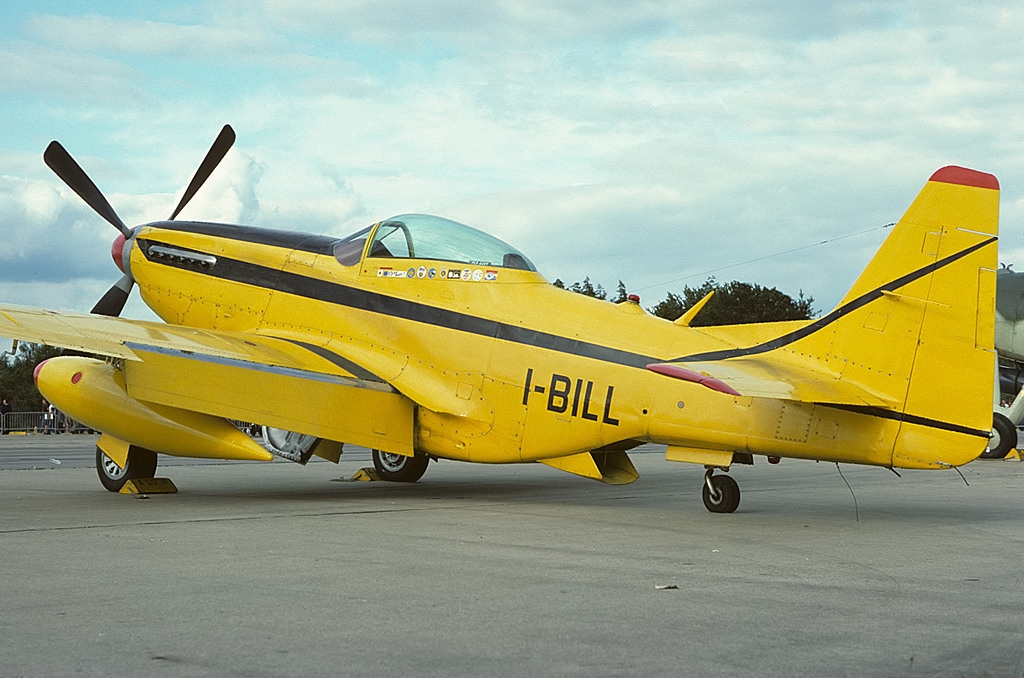
Cavalier 2000.

En 1957, l'éditeur de journaux David Lindsay (1922-2009) créa la société Trans Florida Aviation Inc (en). Son intention était de transformer des P-51 provenant des surplus militaires en avions privés pour propriétaires aisés. Ces appareils furent initialement appelés « Trans-Florida Executive Mustang », puis rapidement renommés « Trans Florida Aviation Cavalier Mustang ». Le premier de ces « Executive Mustangs » fut construit en 1958, et les années suivantes seule une poignée de cellules furent produites et vendues. Le prix de base en 1959 était de 18 000 dollars, et le prix le plus élevé pour un exemplaire haut-de-gamme était de 32 500 dollars.
Pour construire ces Executive Mustangs, Trans Florida acheta des P-51 aux surplus militaires. Les cellules furent complètement désossées, les équipements militaires retirés, puis ces avions furent reconstruits avec un deuxième siège, une nouvelle avionique, un intérieur en cuir, des soutes à bagages et des peintures civiles. En 1961, l'avion fut encore renommé, recevant la désignation de Cavalier 2000, en référence à sa distance franchissable de 2 000 nautiques (3 200 km). Cinq différents modèles Cavalier furent finalement proposés : les Cavaliers 750, 1200, 1500, 2000 et 2500, qui différaient par leur capacité d'emport en carburant, leur nom indiquant la distance franchissable approximative de l'avion.
Au cours des dix années suivantes, une petite vingtaine de ces avions fut construite. Plusieurs modifications de conception approuvées par la FAA furent appliquées pendant cette période, comme des aérations de cabine intégrées à la verrière, des réservoirs d'extrémité d'aile de 360 litres, une porte de soute à bagages dans le fuselage, des réservoirs de carburant à la place des baies qui logaient initialement les mitrailleuses de calibre .50, et une dérive verticale plus grande de 360 mm,.
Entre 1964 et 1965, Trans Florida effectua une inspection « IRAN » (« Inspect and Repair As Necessary », une inspection en profondeur de l'avion) de plus de trente F-51D de la force aérienne dominicaine à Sarasota, en Floride. Ces avions n'étaient pas des Cavalier, mais cet entretien faisait partie d'un contrat passé avec le gouvernement des États-Unis, et les appareils furent révisés puis améliorés.
En 1967, la compagnie fut renommée Cavalier Aircraft Corporation et acheta les droits sur cet avion à North American Aviation.

## Cavaliers militaires

### Cavalier F-51D

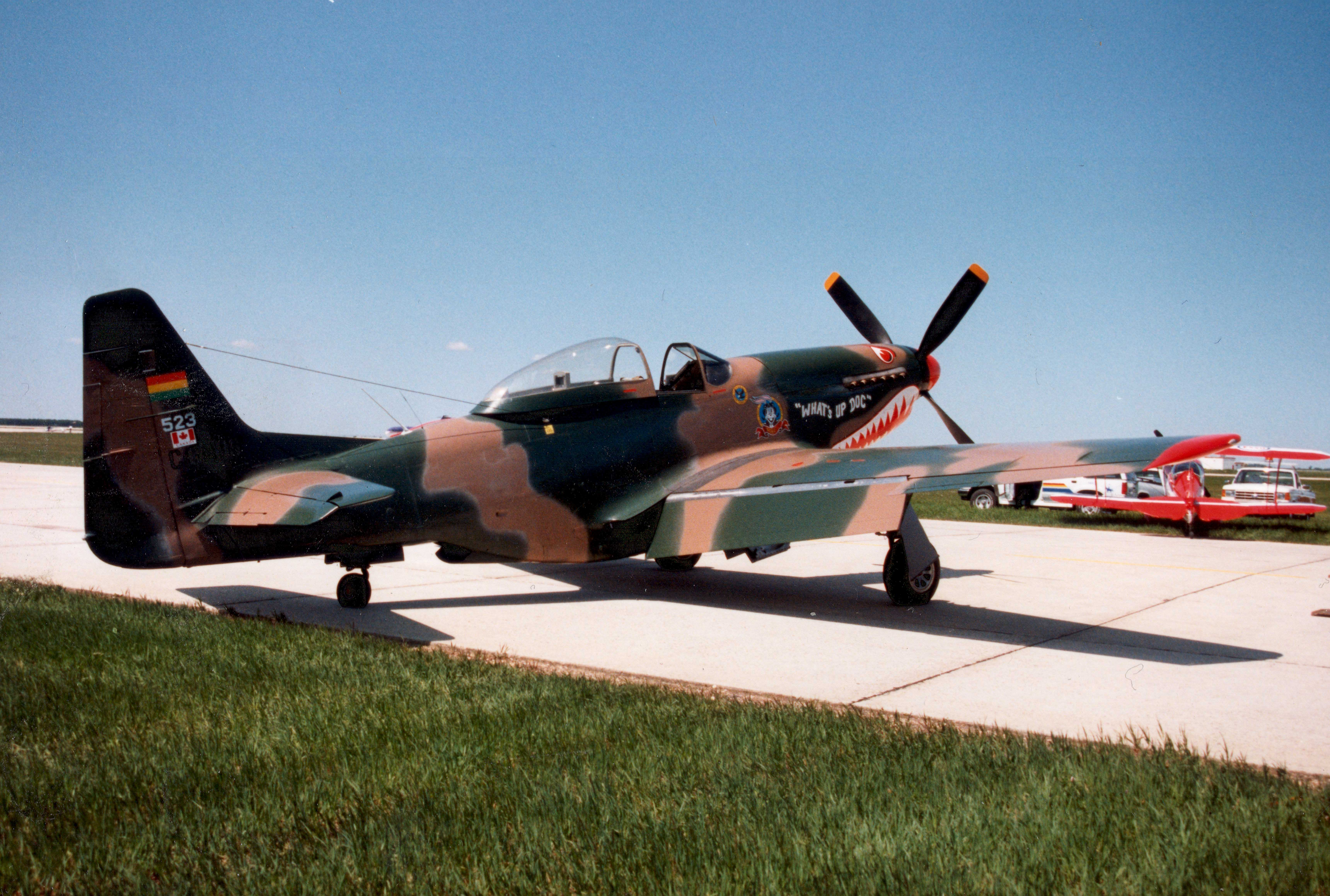
Un Cavalier Mustang, appartenant précédemment à la force aérienne bolivienne.

En 1967, dix ans après avoir créé sa première conversion civile de P-51, Trans Florida fut contactée par le département de la Défense des États-Unis pour concevoir des F-51D aux spécifications militaires pour l'export, dans le cadre du programme d'assistance militaire MAP (Military Assistance Program). Ces appareils militaires incluaient les plupart des caractéristiques améliorées des Cavaliers civils, mais furent optimisés pour l'attaque au sol. Ils furent désignés « Cavalier F-51D Mustang », et neuf monoplaces F-51D et deux biplaces TF-51D à double commande furent construits.
Les avions reçurent des nouveaux numéros de série commençant par les nombres 67 et 68 (le premier étant numéroté 67-14862 par exemple). Neuf exemplaires (incluant les deux TF-51D) furent donnés à la Bolivie, dans le cadre d'un programme appelé « Peace Condor », et deux équipés de réservoirs de bout d'aile furent vendus à l’US Army comme avions suiveurs. L'un de ces deux avions est d'ailleurs préservé à l’Air Force Armament Museum (en) sur la base aérienne d'Eglin, en Floride.

### Cavalier Mustang II
En 1967, Cavalier développa une évolution du F-51D conçue pour l'appui aérien rapproché et les missions de lutte anti-guérilla, désignant cet avion « Cavalier Mustang II ». Le Mustang II disposait d'une avionique améliorée, d'améliorations structurelles des ailes pour permettre l'emport de plus d'armements externes sur quatre points d'emports additionnels, et d'un moteur Merlin V-1650-724A plus performant.
Deux séries de Mustang II furent produites : la première fut produite pour El Salvador en 1968 ou l’un d'entre eux fut abattu lors de la guerre de Cent Heures et la seconde fut produite pour l'exportation vers l'Indonésie, en 1972 et 1973. Les cinq Mustang II (parmi lesquels un TF-51D) construits pour El Salvador étaient dotés de réservoirs d'extrémité d'aile pour augmenter leur rayon d'action. Cinq Mustang II et un TF-51D furent construits pour l'Indonésie en 1972, mais ils ne possédaient pas ces réservoirs supplémentaires, en raison d'une restriction du département de la Défense américain sur leur rayon d'action.

### Cavalier Turbo Mustang III/ Enforcer
En 1968, Cavalier installa un turbopropulseur Rolls-Royce Dart 510 sur une structure de Mustang II. Cet prototype conçu sur fonds privés devait également servir aux mêmes missions anti-guérilla que le Mustang II. Bien que très performant et assez économique, cet appareil ne fut jamais acheté par les militaires américains. Cherchant une compagnie disposant de gros moyens de fabrication, Lindsay vendit son appareil, alors renommé « Enforcer » à Piper en 1971.
La Cavalier Aircraft Corp. fut fermée en 1971, afin que son propriétaire/fondateur puisse s'impliquer dans le développement du PA-48 Enforcer. Lindsay mit sur pied une nouvelle compagnie, Field Services Inc., afin de compléter un contrat de livraison de Mustang II à l'Indonésie.
Beaucoup des conversions civiles de Mustang, ainsi que de nombreux anciens Cavaliers militaires réimportés, ont été restaurés en P-51D et volent dans les meetings aériens américains et européens de nos jours,.